# فقمة بايكال
فقمة بايكال أو فقمة بحيرة بايكال أو نيربا (بوسا سيبريكا)، هو نوع من الفقمة بدون أذن المستوطنة في بحيرة بايكال في سيبيريا، روسيا.

## نبذة
فقمة بايكال مثل فقمة بحر قزوين، يرتبط بالفقمة الحلقية في القطب الشمالي، فقمة بايكال هي واحدة من أصغر الفقمات الحقيقية وهي النوع الوحيد حصرا في المياه العذبة، وتوجد في المياه العذبة مجموعة فرعية من فقمات الموانئ الداخلية التي تعيش في منطقة خليج هدسون في كيبيك، كندا (فقمات ميناء لابس دي لوب مارينس)، وفقمة سايما الحلقي (نوع فرعي من الفقمة الحلقية) وفقمة لادوغا (نوع فرعي من الفقمة الحلقية أيضا)، ولكن هذه الأنواع هي جزء من الأنواع التي لديها أيضا مجموعات بحرية.
وتشير أحدث التقديرات السكانية أنه يوجد إلى ما بين 000 80 و 000 100 حيوان الفقمة، وهو ما يعادل تقريبا القدرة الاستيعابية المتوقعة للبحيرة، وفي الوقت الحاضر، لا يعتبر هذا النوع مهددا.

## وصف
فقمة بايكال هو واحد من أصغر الفقمات الحية. البالغين تنمو عادة إلى 1.1-1.4 متر (3 قدم 7 في-4 قدم 7) في الطول مع كتلة الجسم من 63 إلى 70 كجم (139 إلى 154 رطل)، الحد الأقصى لحجم المبلغ عنها هو 1.65 متر (5 قدم 5) في الطول و 130 كجم (290 رطل) في الوزن، هناك اختلافات سنوية كبيرة في الوزن، مع أدنى وزن في الربيع وأعلى وزن، حوالي 38-42٪ أكثر، في الخريف، الحيوانات تظهر القليل جدا من الازدواجية الجنسية، الذكور فقط أكبر قليلا من الإناث، لديهم جلد موحد، فولاذي رمادي على ظهورهم والفراء مع برمزة مصفرة على البطن، كما الطقس المعطف يصبح بني، عند الولادة، تزن الجراء 3-3.5 كجم (6.6-7.7 رطل) وطولها حوالي 70 سم (2 قدم 4 بوصة)، لديهم جلود من الفراء الأبيض والحريري وبالتالي، يتم إلقاء هذا الفراء بسرعة وتبادل لجلد أغمق، مثل الكثير من البالغين، نادرا ما يمكن العثور على فقمات بايكال مع الجلود المرقطة.

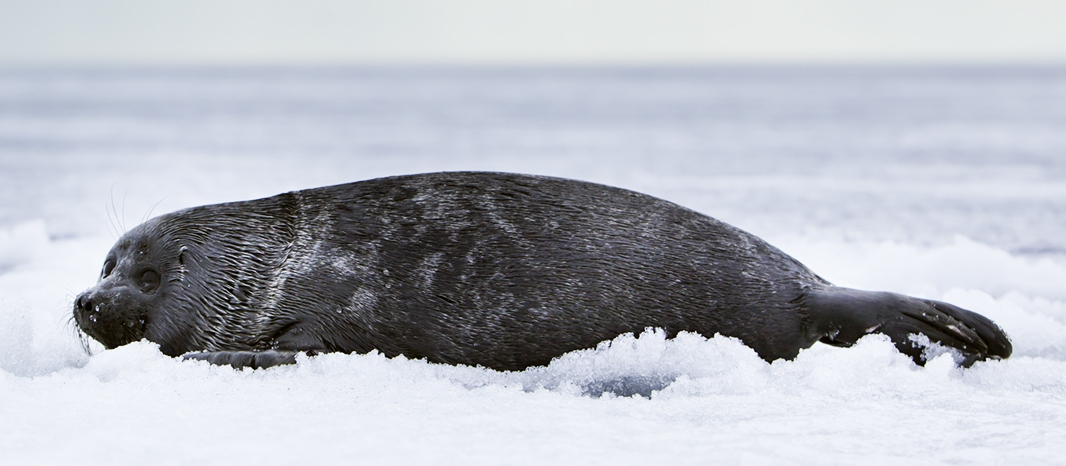
شاب فقمة

## توزيع

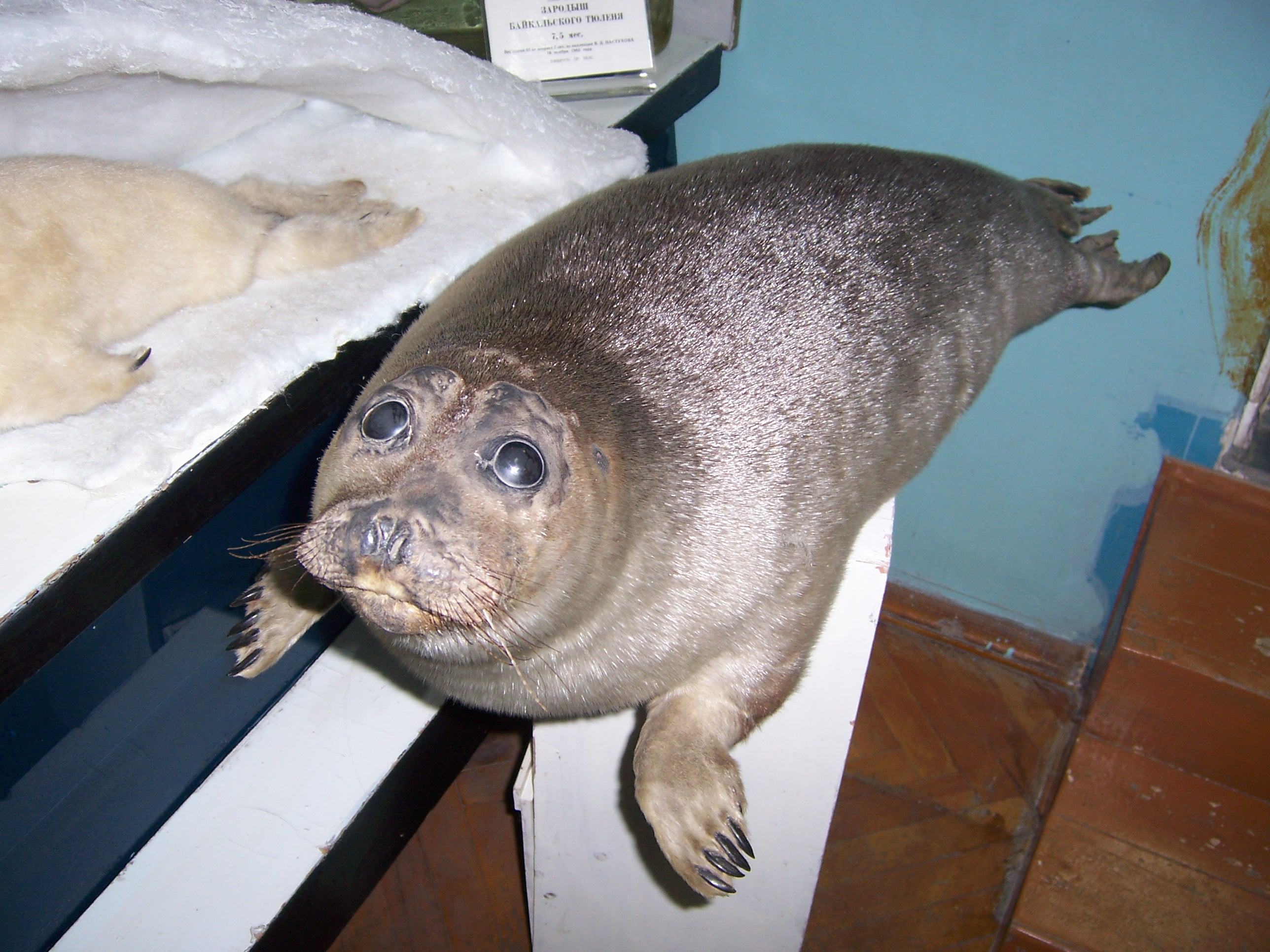

فقمة بايكال تعيش فقط في مياه بحيرة بايكال، إنه شيء من الغموض كيف جاءت فقمات بايكال للعيش هناك في المقام الأول، قد تكون سبحت حتى الأنهار والجداول أو ربما كانت مرتبطة بحيرة بايكال إلى المحيط في مرحلة ما من خلال مجموعة كبيرة من المياه، مثل بحيرة سيبيريا الغربية الجليدية أو سهل سيبيريا الغربية، التي تشكلت في العصر الجليدي السابق، وتشير التقديرات إلى أن الفقمات قد سكنت بحيرة بايكال لنحو مليوني سنة.
وتتغير مناطق البحيرة التي تقيم فيها فقمات بايكال تبعا للموسم، فضلا عن عوامل بيئية أخرى، وهي انفرادية في معظم السنة، وتعيش في بعض الأحيان على بعد كيلومترات من فقمات بايكال الأخريات، بشكل عام، تم العثور على تركيز أعلى من فقمات بايكال في الأجزاء الشمالية من البحيرة، لأنه كلما طال فصل الشتاء يحافظ على الجليد مجمدا لفترة أطول، وهو أمر مفضل للبودينج، ومع ذلك، في السنوات الأخيرة، حدثت هجرات إلى النصف الجنوبي من البحيرة، ربما للتهرب من الصيادين، في فصل الشتاء، عندما يتم تجميد البحيرة، تحافظ الفقمات على بعض ثقوب التنفس فوق منطقة معينة وتميل إلى البقاء في مكان قريب، دون التدخل عن الإمدادات الغذائية للفقمات القريبة، عندما يبدأ الجليد في الذوبان، تميل فقمات بايكال إلى الإبقاء على الشاطئ.

## وفرة واتجاهات

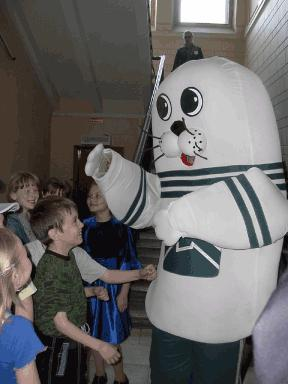
زي فقمة بايكال في مهرجان نيربا في إيركوتسك ، منطقة بايكال ، روسيا

ومنذ عام 2008، تم إدراج فقمة بايكال كنوع أقل قلقا في القائمة الحمراء للاتحاد الدولي لحفظ الأسماك، وهذا يعني أنهم ليسوا مهددين أو مهددين بالانقراض في الوقت الراهن، وفي عام 1994، قدرت الحكومة الروسية عددهم ب 000 104 فقمة، وفي عام 2000، أجرت منظمة السلام الأخضر إحصاء خاصا بها وعثرت على ما يقدر ب 000 55 إلى 000 65 فقمة، وتشير أحدث التقديرات إلى وجود ما بين 000 80 و 000 100 حيوان، وهو ما يعادل تقريبا القدرة الاستيعابية للبحيرة.
في القرن الماضي، تم رفع حصة القتل لصيد فقمات بايكال عدة مرات، وأبرزها بعد ازدهار صناعة الفراء في أواخر السبعينيات وعندما بدأت التهم الرسمية تشير إلى وجود المزيد من فقمات بايكال أكثر مما كان معروفا من قبل، وقد خفضت الحصة في عام 1999، وهي 000 6 حصة، في عام 2000 إلى 500 3 حصة، وهو ما كان لا يزال يمثل ما يقرب من 5 في المائة من السكان إذا كان تعداد غرين بيس صحيحا، وفي 2013-2014، حددت حصة الصيد ب 2500 صيد. وبالإضافة إلى ذلك، تم إدخال تقنيات جديدة، مثل ثقوب التنفس المعاوضة وأوكار الفقمة للقبض على الجراء. في عام 2001، فإن بكرة الفقمة الرئيسية ستجلب 1000 روبل في السوق، في الفترة 2004-2006، قتل حوالي 2000 فقمة سنويا وفقا للإحصاءات الروسية الرسمية، ولكن في الفترة نفسها يعتقد أن 1500-4000 آخرين لقوا حتفهم سنويا بسبب الغرق في معدات الصيد والصيد غير المشروع وما إلى ذلك، وفي الفترة 2012-2013، قدر أن ما بين 300 2 و 800 2 صيد سنويا (الصيد القانوني المشترك والصيد غير المشروع)، وقد ضغطت بعض المجموعات من أجل زيادة حصص الصيد.
وثمة مشكلة أخرى في بحيرة بايكال هي إدخال الملوثات إلى النظام الإيكولوجي، ويعتقد أن مبيدات الآفات مثل ال دي.دي.تي وهيكساكلوروسيكلوهيكسان، فضلا عن النفايات الصناعية، ولا سيما من لب الورق ومصنع الورق في بايكاليسك، قد أدت إلى تفاقم العديد من أوبئة الأمراض بين مجموعات فقمة بايكال، وتكهنت المواد الكيميائية لتركيز ما يصل السلسلة الغذائية وإضعاف الجهاز المناعي لختم بايكال، مما يجعلها عرضة لأمراض مثل distemper والطاعون، الذي كان السبب في وباء الفقمة بايكال الخطيرة التي أسفرت عن وفاة 5000-6500 الحيوانات في 1987-1988، وقد توفيت أعداد صغيرة في عام 2000، ولكن سبب وفاتهم غير واضح، ولا تزال الأنياب موجودة بين سكان فقمة بايكال، ولكنها لم تتسبب في وفيات جماعية منذ الفاشيات السابقة، وبوجه عام، انخفضت مستويات ثنائي الفينيل متعدد الكلور وغير المتعامد في البحيرة منذ التسعينات، ولم تظهر مستويات ثنائي الفينيل متعدد الكلور أحادي العظام أي تغيير، وازداد البيرفلوروكيميائي، ويتزايد تصنيع المنطقة القريبة من بحيرة بايكال، ومن الضروري رصدها في المستقبل، وفي الوقت الحاضر، تظهر فقمات بايكال مستويات أقل من الملوثات من فقمات أوروبا وأمريكا الشمالية، ولكنها أعلى من تلك الموجودة في القطب الشمالي.
وقد يكون أخطر تهديد مستقبلي لبقاء الفقمة هو الاحترار العالمي، الذي يمكن أن يؤثر تأثيرا خطيرا على نظام إيكولوجي مغلق للمياه الباردة مثل بحيرة بايكال.
المفترس الطبيعي الوحيد المعروف لفقمة بايكال الكبار هو الدب البني، ولكن لا يعتقد أن هذا يحدث في كثير من الأحيان، عادة ما تكون جراء الفقمة مخبأة في وكر، ولكن يمكن أن تقع فريسة للحيوانات المفترسة في الأرض مثل الثعلب الأحمر، والسابل والنسر ذو الذيل الأبيض.

## التكاثر
تصل فقمات بايكال الأنثوية إلى مرحلة النضج الجنسي في سن 3-6 سنوات، في حين يحققها الذكور حوالي 4-7 سنوات، الذكور والإناث ليست ثنائية الشكل جنسيا بقوة، فقمات بايكال رفيقة في الماء قرب نهاية موسم البودينج، مع مزيج من الزرع المتأخر وفترة الحمل لمدة تسعة أشهر، والحمل الكلي لفقمات بايكال حوالي 11 شهرا، الإناث الحوامل هي لفقمات بايكال فقط لسحب خلال فصل الشتاء، الذكور يميلون إلى البقاء في الماء، تحت الجليد، طوال فصل الشتاء، الإناث عادة ما تلد جرو واحد، لكنها واحدة من نوعين فقط من الفقمة الحقيقية مع القدرة على ولادة التوائم، ونادرا جدا ما تم تسجيل ثلاثة توائم أو أربعة توائم، غالبا ما يبقى التوأمان معا لبعض الوقت بعد فطامهما، الإناث، بعد ولادة الجراء على الجليد في أواخر فصل الشتاء، تصبح مشربة على الفور مرة أخرى، وغالبا ما تكون المرضعات أثناء الحمل.
وفقمات بايكال متعددة الزوجات قليلا وإقليمية بعض الشيء، وإن لم تكن دفاعية بشكل خاص عن أراضيها، الذكور تتزاوج مع حوالي ثلاث إناث إذا أعطيت الفرصة، ثم يقومون بوضع علامة على عرين الأنثى برائحة قوية ومسكية، والتي يمكن أن يشمها ذكر آخر إذا اقترب، الأنثى تربي الجراء من تلقاء نفسها، انها تحفر لهم وكر كبير إلى حد ما تحت الجليد، تصل إلى 5 م (16 قدم) في الطول، وأكثر من 2 متر (6 قدم) واسعة، الجراء لا تتجاوز يومين من العمر ثم يتم توسيع هذا الوكر عن طريق حفر متاهة من الأنفاق حول العرين، الجرو يتجنب كسر السطح مع هذه الأنفاق، ويعتقد أن هذا النشاط أساسا لممارسة الرياضة، للحفاظ على الدفئ حتى أنها قد تراكم طبقة عازلة من الدهن.
يتم فطام جراء فقمة بايكال بعد شهرين إلى شهرين ونصف ، وأحيانا تصل إلى ثلاث أشهر ونصف، خلال هذا الوقت ، يمكن للجراء زيادة وزنها عند الولادة خمسة أضعاف، بعد فطام الجراء ، تعرفهم الأم على الطعام الصلب ، وإحضار الأمفيبودات والأسماك وغيرها من الطعام إلى العرين.
في الربيع ، عندما يذوب الجليد والوكار تنهار، عادة  يترك الجرو لإعالة نفسه، ويستمر النمو حتى سن 20 إلى 25 سنة.
كل عام في أواخر الشتاء والربيع، كلا الجنسين يسحبون أنفسهم ويبدأون في تسلقط معطفهم من العام السابق، والتي يتم استبدالها مع الفراء الجديد، في حين التساقط، فإنها تمتنع عن تناول الطعام ودخول حالة الخمول ، وخلال هذه الفترة يموتون في كثير من الأحيان من ارتفاع درجة الحرارة ، والذكور على وجه الخصوص ، من الاستلقاء على الجليد لفترة طويلة جدا في الشمس، خلال فصلي الربيع والصيف، يمكن أن تتشكل مجموعات كبيرة تصل إلى 500 على الجليد وشواطئ بحيرة بايكال، يمكن أن تعيش فقمات بايكال إلى أكثر من 50 عاما ، وهي قديمة بشكل استثنائي للفقمات ، على الرغم من أنه يفترض أن الإناث خصبات فقط حتى يبلغن حوالي 30 عاما.

## بحث عن المؤن
مصدر غذائهم الرئيسي هو غولومينكا، وهي سمكة زيتية من الكوتويد توجد فقط في بحيرة بايكال، وتأكل فقمات بايكال أكثر من نصف الكتلة الحيوية السنوية المنتجة من غولومينكا، أي حوالي 000 64 طن، في الشتاء والربيع، ويقدر أن أكثر من 90٪ من طعامها يتكون من الغولومينكا المصادر الغذائية المتبقية لهذه الفقمة هي أنواع مختلفة من الأسماك الأخرى، وخاصة كوتوكوميفوروس (حوالي 7٪ من النظام الغذائي خلال فصلي الشتاء والربيع) وsculpin كيسلر (حوالي 0.3٪ من النظام الغذائي في الشتاء والربيع)، ولكن قد يستغرق أيضا بعض اللافقاريات مثل إيبشورا baikalensis، أشعة غاماريد والرخويات، خلال فصل الخريف ختم بايكال يأكل 50-67٪ أقل golomyankas مما كانت عليه في فصل الشتاء والربيع، ولكن أكثر بكثير كوتوكوميفهوريوس، sculpins كيسلر وsculpins الحجر، وقد تم تسجيل ما مجموعه 29 نوعا من الأسماك في النظام الغذائي، أنها تتغذى أساسا خلال الشفق وفي الليل، عندما يحدث golomyankas في أعماق ضحلة مثل 10-25 متر (33-82 قدم). خلال النهار ، عادة ما يتم العثور على golomyankas أعمق من 100 متر (330 قدم)، يمكن لفقمات بايكال الغوص حتى أعماق 400 متر (1300 قدم) وأكثر من 40 دقيقة، وتستغرق معظم الغطسات أقل من 10 دقائق وعموما 2-4 دقائق فقط، وتحتوي فقمات بايكال على لترين من الدم أكثر من أي فقمة أخرى بحجمها ويمكن أن تبقى تحت الماء لمدة تصل إلى 70 دقيقة إذا كانت خائفة أو تحتاج إلى الهروب من الخطر.
وفقا لورقة عام 2004 حول تكتيكات الأعلاف من فقمات بايكال، وخلال ليالي الصيف ومن المعروف أن هذه الفقمات لديها استراتيجيات مختلفة الأعلاف خلال الليل وخلال النهار، وخلال النهار ، تستخدم هذه الفقمة أدلة بصرية للبحث عن فريستها ، وهي الأسماك بشكل رئيسي ، بينما خلال الليل تستخدم أدلة عن طريق اللمس لاصطياد القشريات، ونظرا لأنه أكثر إشراقا خلال النهار ، فإن الفقمة قادرة على الرؤية أفضل بكثير من أجل البحث عن الأسماك، بما أنه لا يوجد ضوء في الليل، عليهم أن يصطادوا بالإشارة اللمسية، القشريات التي يصطادونها في الليل لديها هجرة هادرة ، لذلك يأتون إلى المياه الضحلة أثناء الليل ، ويسبحون إلى المياه العميقة خلال النهار هربا من الحيوانات المفترسة، وقد لوحظت هذه الفقمة للغوص أعمق خلال الفجر والغسق من أجل الوصول إلى هذه القشريات لأنها كانت تسبح أقل عمقا وأعمق، على التوالي.
وقد ألقي باللوم على فقمة بايكال لقطرات في أعداد omul، ولكن هذا ليس هو الحال، وتشير التقديرات إلى أن الاومول لا يشكل سوى حوالي 0.1٪ من نظامه الغذائي، المنافس الرئيسي للاومول هو الغولوميانكا ومن خلال تناول أطنان من هذه الأسماك سنويا ، خفضت فقمات بايكال من منافسة الاومول على الموارد.
الفقمات البايكالية لديها عادة واحدة الأعلاف غير العادية، في أوائل الخريف، قبل أن تتجمد البحيرة بأكملها، يهاجرون إلى الخلجان ومن الخلجان يصطادون سمكة كيسلر، وهي سمكة تعيش في مناطق الطمي، ونتيجة لذلك، تحتوي عادة على حصى وطمي في جهازها الهضمي، هذا الحصى يجوب المسالك المعدية المعوية للفقمات ويطرد الطفيليات.